# On the Line
On the Line (Amor sobre rieles en Argentina y En busca de un beso salvaje en España) es una película estadounidense de 2001. Protagonizada por Lance Bass y Emmanuelle Chriqui. La película fue dirigida por Eric Bross y fue escrito por Eric Aronson y Paul Stanton, sobre la base de su cortometraje del mismo nombre.

## Argumento
Kevin (Lance Bass), un empleado de anuncios, lo tiene todo a favor, sin embargo, su falta de fe en sí mismo de siempre le impide reconocer el amor y la felicidad, incluso si estos están sentados a su lado. Cuando conoce a una chica llamada Abbey (Emmanuelle Chriqui) en el tren L de América Televisión inmediatamente se sienten mutuamente atraídos, sin embargo él deja escapar la oportunidad al no atreverse a preguntarle su nombre y pedirle el número de teléfono.
Incapaz de encontrarla, o cuanto menos de olvidarla, Kevin y sus colegas organizan una masiva campaña para dar con Abbey. En el ínterin, se convierte en el "chico del amor perdido" del póster repartido por todo Chicago así como el objeto de afecto de todas las chicas. Sin embargo, el hilo del destino que unió una vez a Kevin y Abbey en un vagón del tren aéreo parece dispuesto a repetir la operación, demostrando que el amor nos dará una segunda oportunidad si nos atrevemos a arriesgarnos.

## Elenco
- Lance Bass es Kevin.
- Emmanuelle Chriqui es Abbey.
- Joey Fatone es Rod.
- Jerry Stiller es Nathan.
- Richie Sambora es Mick Silver.
- James Bulliard es Randy.
- Dave Foley es Higgins.
- Tamala Jones es Jackie.
- Al Green es él mismo.
- Ananda Lewis es ella misma.
- Sammy Sosa es él mismo.
- Justin Timberlake (en los créditos).
- Chris Kirkpatrick (en los créditos).

## Recepción
La película fue producida con un presupuesto de $10 millones de dólares. Miramax comercializó la película en gran medida hacia las fanes adolescentes de *NSYNC, y la banda sonora de la película incluía canciones de las sensaciones pop adolescentes del momento: Mandy Moore y BB Mak, junto con temas inéditos de *NSYNC y Britney Spears. Sin embargo, la película fue un fracaso en taquilla, y recaudó solo 4,3 millones dólares en el país.
La película fue muy criticada, especialmente por el famoso crítico Roger Ebert.